# Alois Kovařovic
Alois Kovařovic (5. listopadu 1886, Praha-Malá Strana – 31. srpna 1970 ?) byl český fotbalista, útočník a záložník. Jeho bratrem byl fotbalista Karel Kovařovic.

## Fotbalová kariéra
Hrál v předligové v letech 1909–1912 za SK Smíchov. Vítěz Poháru dobročinnosti 1906 a 1907 1913, finalista 1909 a 1910.